# Mikhail Vekovishchev
Mikhail Dmitriyevich Vekovishchev (russo:  Михаил Дмитриевич Вековищев; IPA: [mʲɪxɐˈiɫ vʲɪkɐˈvʲiɕːɪf]; Obninsk, 5 de agosto de 1998) é um nadador russo, medalhista olímpico.

## Carreira
Vekovishchev conquistou a medalha de prata nos Jogos Olímpicos de Verão de 2020 em Tóquio, como representante do Comitê Olímpico Russo na prova de revezamento 4×200 m livre masculino, ao lado de Martin Malyutin, Ivan Girev, Evgeny Rylov, Mikhail Dovgalyuk e Aleksandr Krasnykh, com a marca de 7:01.81.